# Juncales
Ordre
Classification APG II (2003)
Classification APG III (2009)
Les Juncales sont un ordre de plantes monocotylédones.
En classification classique de Cronquist (1981) il comprend 2 familles :
- Joncacées
- Thurniacées

En classification phylogénétique APG II (2003) et classification phylogénétique APG III (2009) cet ordre n'existe pas et ces deux familles sont situées dans l'ordre des Poales.